# George Murray, VI duca di Atholl
George Augustus Frederick John Murray, VI duca di Atholl (Londra, 20 settembre 1814 – 16 gennaio 1864), è stato un nobile scozzese.

## Biografia
Era il figlio di James Murray, I barone Glenlyon, che era il secondo figlio di John Murray, IV duca di Atholl, e di sua moglie Lady Emily Frances Percy, seconda figlia di Hugh Percy, II duca di Northumberland.

## Carriera
Nel 1837 successe a suo padre come Lord Glenlyon, ottenendo un seggio alla Camera dei Lord, e prestò servizio anche nell'esercito britannico come tenente della 2nd Dragoon Guards, ritirandosi nel 1840. Come Lord Glenlyon, egli formò gli Atholl Highlanders nel 1839 come sua guardia del corpo personale. Il 30 agosto dello stesso anno frequenta il Torneo del conte di Eglinton nell'Ayrshire sotto le spoglie del "Cavaliere del Gael", accompagnato da un seguito dei suoi Highlanders. Nel 1844, quando la regina Vittoria soggiornò al Blair Castle, gli Atholl Highlanders fornirono la guardia alla regina. Rimasta così colpita dalla loro partecipazione che ordinò che fossero presentati con i colori, conferendo loro uno status ufficiale e portandoli a essere l'unico esercito privato legale d'Europa.
Nel 1846 successe a suo zio come duca di Atholl. Nello stesso anno divenne vice luogotenente del Perthshire.
Nell'ottobre 1854, poco prima della morte del pretendente giacobita Carlo Edoardo Stuart, conte Roehenstart, Atholl lo accolse come ospite al castello di Blair.
Servì come 66° Gran Maestro Massone di Scozia (1843-1863) e fu Gran Maestro d'Inghilterra (1843-1864).

## Matrimonio
Sposò, il 29 ottobre 1839 a Blair Drummond, Anne Drummond Home (17 giugno 1814-18 maggio 1897), figlia, di Henry Home-Drummond. Ebbero un figlio:
- John (6 agosto 1840-20 gennaio 1917).

## Morte
Morì il 16 gennaio 1864, all'età di 49 anni, per un cancro al collo.

## Ascendenza
|                                          |                                          |                                           | Genitori                                   |  |  | Nonni |  |  | Bisnonni                           |  |  | Trisnonni         |  |
|                                          |                                          |                                           |                                            |  |  |       |  |  | 8. John Murray, III duca di Atholl |  |  | 16. George Murray |  |
|                                          |                                          |                                           |                                            |  |  |       |  |  | 8. John Murray, III duca di Atholl |  |  | 16. George Murray |  |
|                                          |                                          | 17. Amelia Murray                         |                                            |  |  |       |  |  | 8. John Murray, III duca di Atholl |  |  |                   |  |
| 4. John Murray, IV duca di Atholl        |                                          |                                           |                                            |  |  |       |  |  | 8. John Murray, III duca di Atholl |  |  |                   |  |
|                                          |                                          | 9. Charlotte Murray                       | 18. James Murray, II duca di Atholl        |  |  |       |  |  |                                    |  |  |                   |  |
|                                          |                                          | 9. Charlotte Murray                       | 18. James Murray, II duca di Atholl        |  |  |       |  |  |                                    |  |  |                   |  |
|                                          |                                          | 9. Charlotte Murray                       | 19. Jane Frederick                         |  |  |       |  |  |                                    |  |  |                   |  |
| 2. James Murray, I barone Glenlyon       |                                          | 9. Charlotte Murray                       |                                            |  |  |       |  |  |                                    |  |  |                   |  |
|                                          |                                          | 10. Charles Cathcart, IX Lord Cathcart    | 20. Charles Cathcart, VIII Lord Cathcart   |  |  |       |  |  |                                    |  |  |                   |  |
|                                          |                                          | 10. Charles Cathcart, IX Lord Cathcart    | 20. Charles Cathcart, VIII Lord Cathcart   |  |  |       |  |  |                                    |  |  |                   |  |
|                                          |                                          | 10. Charles Cathcart, IX Lord Cathcart    | 21. Marion Shaw                            |  |  |       |  |  |                                    |  |  |                   |  |
| 5. Jane Cathcart                         |                                          | 10. Charles Cathcart, IX Lord Cathcart    |                                            |  |  |       |  |  |                                    |  |  |                   |  |
|                                          |                                          | 11. Jane Hamilton                         | 22. Archibald Hamilton                     |  |  |       |  |  |                                    |  |  |                   |  |
|                                          |                                          | 11. Jane Hamilton                         | 22. Archibald Hamilton                     |  |  |       |  |  |                                    |  |  |                   |  |
|                                          |                                          | 11. Jane Hamilton                         | 23. Jane Hamilton                          |  |  |       |  |  |                                    |  |  |                   |  |
| 1. George Murray, VI duca di Atholl      |                                          | 11. Jane Hamilton                         |                                            |  |  |       |  |  |                                    |  |  |                   |  |
|                                          | 12. Hugh Percy, I duca di Northumberland | 24. Langdale Smithson                     |                                            |  |  |       |  |  |                                    |  |  |                   |  |
|                                          | 12. Hugh Percy, I duca di Northumberland | 24. Langdale Smithson                     |                                            |  |  |       |  |  |                                    |  |  |                   |  |
|                                          | 12. Hugh Percy, I duca di Northumberland | 25. Philadelphia Revely                   |                                            |  |  |       |  |  |                                    |  |  |                   |  |
| 6. Hugh Percy, II duca di Northumberland | 12. Hugh Percy, I duca di Northumberland |                                           |                                            |  |  |       |  |  |                                    |  |  |                   |  |
|                                          |                                          | 13. Elizabeth Seymour, II baronessa Percy | 26. Algernon Seymour, VII duca di Somerset |  |  |       |  |  |                                    |  |  |                   |  |
|                                          |                                          | 13. Elizabeth Seymour, II baronessa Percy | 26. Algernon Seymour, VII duca di Somerset |  |  |       |  |  |                                    |  |  |                   |  |
|                                          |                                          | 13. Elizabeth Seymour, II baronessa Percy | 27. Frances Thynne                         |  |  |       |  |  |                                    |  |  |                   |  |
| 3. Emily Frances Percy                   |                                          | 13. Elizabeth Seymour, II baronessa Percy |                                            |  |  |       |  |  |                                    |  |  |                   |  |
|                                          |                                          | 14. Peter Burrell                         | 28. Peter Burrell                          |  |  |       |  |  |                                    |  |  |                   |  |
|                                          |                                          | 14. Peter Burrell                         | 28. Peter Burrell                          |  |  |       |  |  |                                    |  |  |                   |  |
|                                          |                                          | 14. Peter Burrell                         | 29. Amy Raymond                            |  |  |       |  |  |                                    |  |  |                   |  |
| 7. Frances Julia Burrell                 |                                          | 14. Peter Burrell                         |                                            |  |  |       |  |  |                                    |  |  |                   |  |
|                                          |                                          | 15. Elizabeth Lewis                       | 30. Peter Lewis                            |  |  |       |  |  |                                    |  |  |                   |  |
|                                          |                                          | 15. Elizabeth Lewis                       | 30. Peter Lewis                            |  |  |       |  |  |                                    |  |  |                   |  |
|                                          |                                          | 15. Elizabeth Lewis                       | …                                          |  |  |       |  |  |                                    |  |  |                   |  |
|                                          |                                          | 15. Elizabeth Lewis                       |                                            |  |  |       |  |  |                                    |  |  |                   |  |